# Ritsumeikan Asia Pacific University
La Ritsumeikan Asia Pacific University (立命館アジア太平洋大学 Ritsumeikan ajia taiheyō daigaku?) es una universidad privada japonesa fundada en el año 2000 y ubicada en la ciudad de Beppu en la prefectura de Oita.

La universidad fue elegida en 2014 para formar parte del proyecto Top Global University coordinado por el Ministerio de Educación Japonés (MEXT).

## Historia
La creación de la universidad se remonta al año de 1995 cuando por primera vez la Fundación Ritsumeikan concibe la idea de la universidad. Durante los meses de septiembre de 1996 a abril de 1997, la fundación junto con los gobiernos de la prefectura de Oita y de la ciudad de Beppu así como miembros de organizaciones empresariales, anteriores jefes de Estado y embajadores conforman el comité asesor para apoyar el proyecto, de igual forma los gobiernos regionales junto con la fundación anuncian y firman los convenios de cooperación y el nombre de la universidad es elegido.

La construcción del complejo da inicio en agosto de 1998 y el mes siguiente la aplicación para obtener el registro ante el ministerio de educación es entregada. Dicha aprobación es facilitada por el ministerio en diciembre de 1999. Con el núcleo de edificios necesarios para su funcionamiento terminados, la universidad abre sus puertas en abril de 2000 bajo la presidencia de Sakamoto Kazuichi y contando con 718 alumnos como la primera generación de estudiantes.

## Facultades
La universidad a nivel pregrado cuenta con dos escuelas de estudios y ocho especializaciones mientras que a nivel postgrado cuenta con dos facultades, tres programas de maestrías y un programa de doctorado

## Acreditaciones
La universidad cuenta con diversas acreditaciones entre las que destacan:
- JUAA

Certificación otorgada por la Asociación para la acreditación de universidades japonesas en 2015 y vigente hasta 2023.
- AACSB

Certificación por la Asociación para el avance de escuelas colegiadas de negocios otorgada en 2016.
- UNWTO TedQual

Certificación por la Organización de las Naciones Unidas para el turismo mundial otorgada en 2018.